# Sigleß
Sigleß (węg. Siklósd, burg.-chorw. Cikleš) – gmina w Austrii, w kraju związkowym Burgenland, w powiecie Mattersburg. Liczy 1,14 tys. mieszkańców (1 stycznia 2014).